# Baie de Darvel

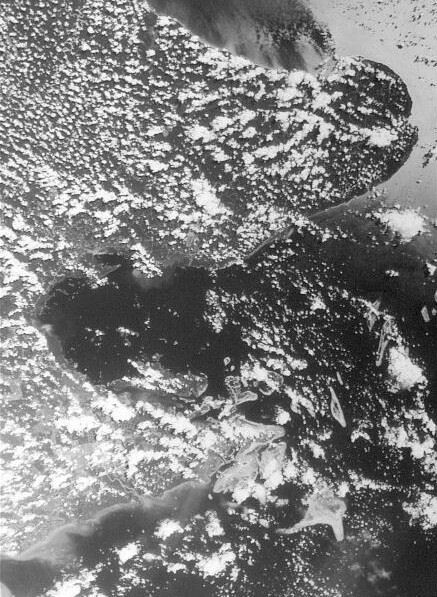
Image satellite de la baie de Darvel, le 27 juillet 1980

La baie de Darvel  ou Lahad Datu Bay est une baie de la côte Nord-Est de l'île de Bornéo, situé dans l'État de Sabah en Malaisie.

## Géographie
Baigné par la mer de Célèbes, la baie, dont les rives sont occupés par une nombreuse mangroves, est parsemée de plusieurs îles dont la plus grande est celle de Timbun Mata située dans partie Sud.

## Histoire
La zone située autour de la baie de Darvel aurait été habitée depuis plus de 20 000 ans. Les grottes de calcaire se trouvant aux alentours, tant sur le continent que sur les îles ont été utilisés comme sépultures aux temps préhistoriques.
Plus récemment, la baie était un repaire pour les pirates jusqu'à la fin du XIXe siècle. Parmi les plus célèbres pirates on peut citer Datu Kudunding.  
Les britanniques ont exploité des plantations de tabac avec la Darvel tabac Bay Plantations Ltd. 